# Municipio de Marion (condado de Putnam)
El municipio de Marion (en inglés: Marion Township) es un municipio ubicado en el condado de Putnam en el estado estadounidense de Indiana. En el año 2010 tenía una población de 1974 habitantes y una densidad poblacional de 22,32 personas por km².

## Geografía
El municipio de Marion se encuentra ubicado en las coordenadas 39°38′24″N 86°44′30″O / 39.64000, -86.74167. Según la Oficina del Censo de los Estados Unidos, el municipio tiene una superficie total de 88.43 km², de la cual 88,34 km² corresponden a tierra firme y (0,1 %) 0,09 km² es agua.

## Demografía
Según el censo de 2010, había 1974 personas residiendo en el municipio de Marion. La densidad de población era de 22,32 hab./km². De los 1974 habitantes, el municipio de Marion estaba compuesto por el 97,87 % blancos, el 0,35 % eran afroamericanos, el 0,1 % eran amerindios, el 0,25 % eran asiáticos, el 0,35 % eran de otras razas y el 1,06 % eran de una mezcla de razas. Del total de la población el 1,67 % eran hispanos o latinos de cualquier raza.